# Waja-Jen jezici
Waja-Jen jezici, ogranak od (24) nigersko-kongoanskih jezika iz Nigerije, koji čine dio šire skupine adamawa. Predstavnici su: 
a. Jen jezici (10) Nigerija: burak, dza, kyak, leelau, loo, mághdì, mak, mingang doso, moo jezik, tha.
b. Longuda jezici (1) Nigerija: longuda.
c. Waja jezici (8) Nigerija:
c1. Awak jezici (2): awak, kamo.
c2. Cham-Mona jezici (2): dijim-bwilim, tso.
c3. Dadiya jezici (1) Nigerija: dadiya.
c4. Tula jezici (3): bangwinji, tula, waja.
d. Yungur jezici (5) Nigerija: 
d1. Libo jezici (1) Nigerija: kaan.
d2. Mboi jezici (1) Nigerija: mboi.
d3. Yungur-Roba jezici (3): bena, lala-roba, voro

## Vanjske poveznice
- Ethnologue (14th)
- Ethnologue (15th)